# Untriennium
Cet article court présente un sujet plus développé dans : Superactinide.
L'untriennium (symbole Ute) est la dénomination systématique attribuée par l'UICPA à l'élément chimique hypothétique de numéro atomique 139.
Cet élément de la 8e période du tableau périodique appartiendrait à la famille des superactinides, et ferait partie des éléments du bloc f d'après la règle de Klechkowski, mais du bloc g selon la méthode de Hartree-Fock ; c'est cette dernière option qui est retenue dans l'infoboîte ci-contre.
À mesure qu'on s'éloigne de l'îlot de stabilité (ne dépassant pas Z ≈ 127), les atomes synthétisés devraient rapidement devenir extrêmement instables, au point que Z ≈ 130 est fréquemment cité comme limite « expérimentale » à l'existence pratique de ces éléments ; il n'est donc pas certain que l'élément 139 puisse un jour être effectivement détecté.

## Classification alternative
Une classification alternative des éléments, proposée initialement par Fricke et al. en 1971, puis revue par Pekka Pyykkö en 2011, place les éléments 139 et 140 non pas dans le bloc g ni dans le bloc f, mais dans le bloc p :

Tableau périodique des éléments proposé par P. Pyykkö.